# 치블라시

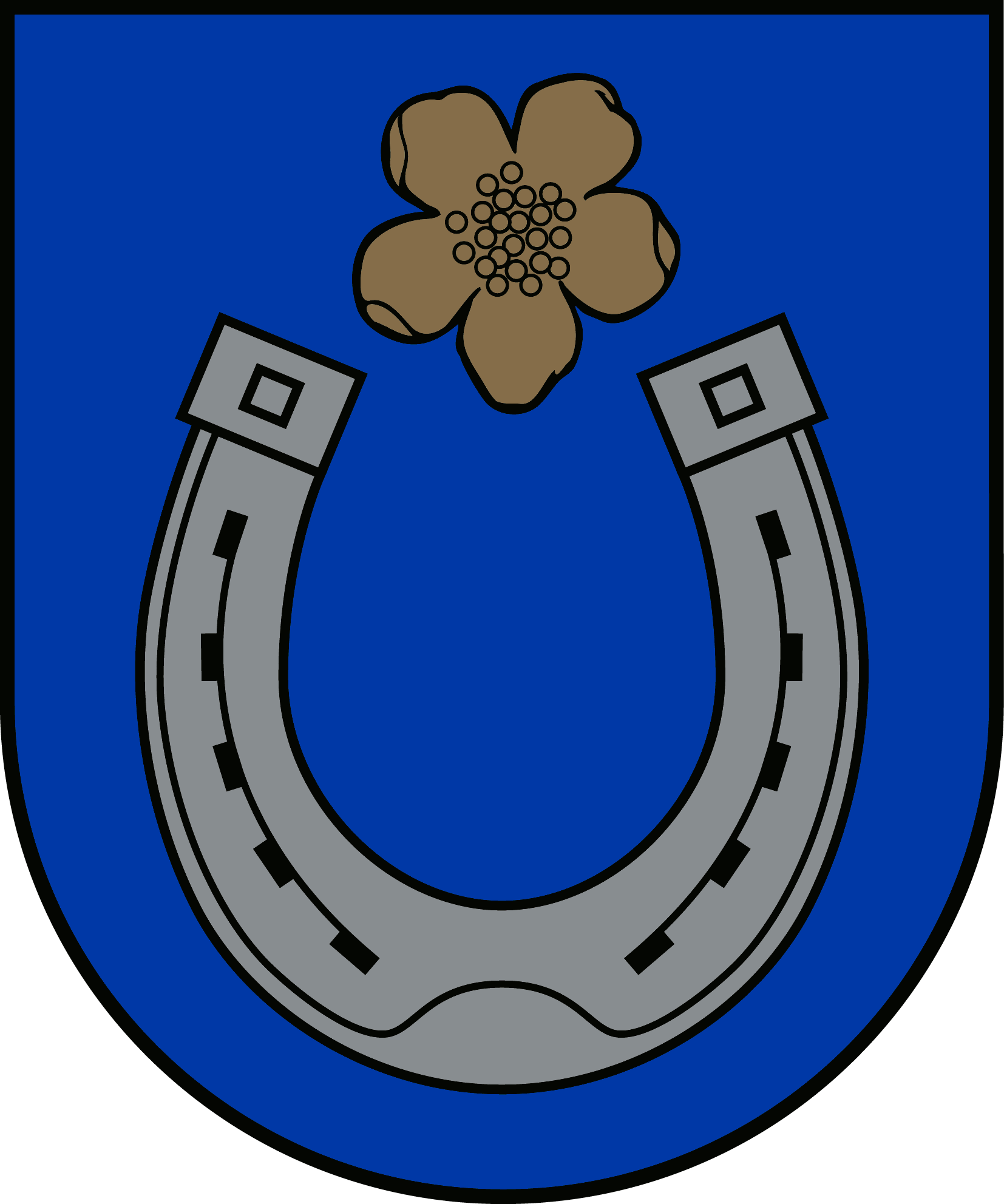
시 문장

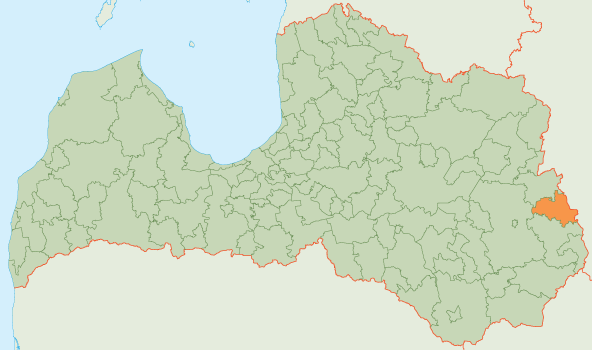
치블라 시의 위치

치블라시(라트비아어: Ciblas novads)는 라트비아의 지방 자치체로 행정 중심지는 블론티이며 면적은 509.4km2, 인구는 3,410명(2009년 기준), 인구 밀도는 6.7명/km2이다. 5개 교구를 관할한다.